# رونديسون
رونديسون هي كومونا في مدينة تورينو الحضرية في منطقة بيدمونت الإيطالية ، و تقع على بعد حوالي 30 كيلومتر (19 ميل) شمال شرق تورين .

## روابط خارجية
- الموقع الرسمي نسخة محفوظة 1 ديسمبر 2012 على موقع واي باك مشين.